# مابوتووانا
مابوتووانا (به لاتین: Mabotuwana) یک منطقهٔ مسکونی در سری‌لانکا است که در استان جنوبی (سری‌لانکا) واقع شده‌است.